# Charles Bardot

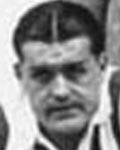
Bardot 1932

Charles Bardot (* 7. April 1904 in Algerien; † unbekannt) war ein französischer Fußballspieler.

## Vereinskarriere
Der Stürmer Bardot begann das Fußballspielen im französisch besetzten Algerien. Der Spieler, der gleichzeitig Berufssoldat war, lief für den RC Philippeville aus seiner Heimatstadt auf, bis er 1926 ins französische Mutterland wechselte und in der AS Cannes einen neuen Arbeitgeber fand. Mit Cannes trat er mehrmals im nationalen Pokal in Erscheinung und schaffte den Einzug ins Pokalendspiel 1932. Er wurde im Finale gegen den RC Roubaix aufgeboten, doch ebenso wie sein Mannschaftskamerad Stanley Hillier verletzte er sich und konnte nicht weiter am Spielgeschehen teilnehmen. Weil Ein- und Auswechslungen damals nicht erlaubt waren, musste das Team mit neun Akteuren weiterspielen, konnte trotz allem mit 1:0 gewinnen und so den Titel holen.
Im Jahr des Pokalerfolgs zählte Cannes zu den zwanzig Vereinen, die mit der Division 1 eine landesweite Profiliga begründeten. Bardot stand nicht auf dem Platz, als seine Mannschaft am 11. September 1932 mit einem 5:5-Unentschieden gegen den SC Fives in den Wettbewerb startete, war anschließend als Stammspieler allerdings meist Teil der ersten Elf und erreichte mit seiner Mannschaft den Einzug ins Finale um die Meisterschaft, das einzig im Eröffnungsjahr der Division 1 ausgetragen wurde. Er wurde bei der Begegnung gegen Olympique Lille eingesetzt, doch seine Elf war mit 3:4 unterlegen und verpasste so einen möglichen Titelgewinn. Bardot, der als physisch stark und athelitisch galt, musste danach um seinen Platz in der ersten Elf kämpfen und war nicht immer gesetzt, blieb dem Klub aber dennoch treu. 1936 beendete er mit 32 Jahren nach 59 Erstligapartien und 19 Toren seine Profilaufbahn.

## Nationalmannschaft
Bardot war 20 Jahre alt, als er am 22. März 1925 bei einer 0:7-Niederlage in einem Freundschaftsspiel gegen Italien zu seinem Debüt für die Französische Nationalelf kam. Gemeinsam mit André Liminana, der die Begegnung ebenfalls bestritt, war er der erste Spieler eines algerischen Klubs, der das Trikot der Franzosen tragen durfte. Weitere Berufungen in das Team erfolgten allerdings erst, nachdem er 1926 nach Frankreich gewechselt war. Am 15. April 1928 erzielte er gegen Belgien seine ersten beiden Tore in einem Länderspiel. Zuletzt trug er am 10. April 1932 das Nationaltrikot. Insgesamt hatte er an sechs Länderspielen teilgenommen und dabei drei Tore erzielt, war aber nicht in den Kader zur Weltmeisterschaft 1930 aufgenommen worden.